# Peter Zwick
Peter Zwick, född den 1 november 1941 i Berlin, är en tysk entomolog specialiserad på tvåvingar, särskilt Blephariceridae och glansmyggor.
Auktorsnamnet Zwick kan användas för Peter Zwick i samband med ett vetenskapligt namn inom zoologin; se Wikipedia-artiklar som länkar till auktorsnamnet.